# August Skalweit
August Karl Friedrich Skalweit (* 21. August 1879 in Hannover; † 12. März 1960 in Bad Homburg vor der Höhe) war ein deutscher Volkswirt und Hochschullehrer.

## Leben
Skalweit studierte zunächst an der Eberhard Karls Universität Tübingen Nationalökonomie. 1900 wurde er im Corps Borussia Tübingen recipiert. Als Inaktiver wechselte er an die Ludwig-Maximilians-Universität München und die Friedrich-Wilhelms-Universität zu Berlin. Nach der Promotion 1905 war er von 1906 bis 1913 Mitarbeiter an den Acta Borussica der Preußischen Akademie der Wissenschaften in Berlin. Nach der Habilitation lehrte er ab 1910 als Privatdozent Staatswissenschaft an der Friedrich-Wilhelms-Universität Berlin, ab 1913 an der Justus-Liebig-Universität zu Gießen und in Bonn-Poppelsdorf. Von 1916 bis 1919 war er Referent im Kriegsernährungsamt und im Reichswirtschaftsministerium. 1923 erhielt er eine ordentliche Professur für Volkswirtschaft an der Christian-Albrechts-Universität zu Kiel. Als Hitler im Januar 1933 zum Reichskanzler ernannt wurde, war Skalweit Rektor der Kieler Universität. Bereits Anfang Februar kam es zu heftigen publizistischen Angriffen auf den Wissenschaftler. Ihm wurde vorgeworfen, kommunistische Studenten zu protegieren. Hinter den Vorgängen stand die Kieler Studentenschaft. Am 5. März 1933 legte Skalweit sein Rektorat nieder.
Acht Monate später wurde Skalweit an die Wirtschafts- und Sozialwissenschaftliche Fakultät der Universität Frankfurt am Main „versetzt“ und dort zum Direktor des Seminars für Wirtschaftsgeschichte ernannt. Die dortigen Kollegen kritisierten seine politische Haltung und machten ihn dafür verantwortlich, dass die Fakultät „noch außerordentlich stark in altem Fahrwasser“ arbeite. Skalweits Stellung an der Frankfurter Universität schien gefährdet zu sein; denn sein Name tauchte 1936 auf der List of Displaced German Scholars der Notgemeinschaft deutscher Wissenschaftler im Ausland auf.
1941 trat Skalweit in die NSDAP ein, allerdings auf äußeren Druck, wie er nach Kriegsende erklärte. 65 Jahre alt, bat er im Februar 1945 um seine Emeritierung; im Juli wurde er von seinen Pflichten entbunden. Da emeritierte Professoren, die der NSDAP angehörten, nach dem Zweiten Weltkrieg keine Pensionen erhielten, versuchte Skalweit, seine Emeritierung rückgängig zu machen. Von den US-amerikanischen Militärbehörden zwar für „politisch einwandfrei“ erklärt, konnte er aber nicht auf seinen Lehrstuhl zurückkehren.
August Skalweit war verheiratet mit der ältesten Tochter Erna (1886–1972) des Bildhauers Ernst Herter. Das Ehepaar hatte zwei Söhne und eine Tochter. Einer der Söhne ist der Historiker Stephan Skalweit.
Er ist auf dem Waldfriedhof in Bad Homburg vor der Höhe begraben.

## Veröffentlichungen (Auswahl)
- Die ostpreußische Domänenverwaltung unter Friedrich Wilhelm I. und das Retablissement Litauens. Duncker & Humblot, Berlin 1906.
- (mit Wilhelm Naudé): Die Getreidehandelspolitik und Kriegsmagazinverwaltung Preußens 1740 - 1756 (= Acta Borussica. Die einzelnen Gebiete der Verwaltung, Bd. 3). Parey, Berlin 1910.
- Agrarpolitik (= Handbuch der Wirtschafts- und Sozialwissenschaften in Einzelbänden, Bd. 17). de Gruyter, Berlin 1923.
- Die deutsche Kriegsernährungswirtschaft. Deutsche Verlags-Anstalt, Stuttgart 1927.
- Georg Hanssen (1809-1894). Ein Zeit- und Lebensbild. Hirt, Breslau 1930.
- Die Getreidehandelspolitik und Kriegsmagazinverwaltung Preußens 1756 - 1806 (= Acta Borussica. Die einzelnen Gebiete der Verwaltung, Bd. 4). Parey, Berlin 1931.
- Das Dorfhandwerk vor Aufhebung des Städtezwangs. Klostermann, Frankfurt am Main 1942.